# Garveísmo
Garveísmo é um aspecto do nacionalismo negro que se refere às políticas econômicas e raciais do fundador da UNIA-ACL, Marcus Garvey. A ideologia do garveísmo centra-se na unificação e empoderamento de homens, mulheres e crianças afrodescendentes sob a bandeira de sua ascendência africana coletiva, e a repatriação dos descendentes de africanos escravizados e lucros para o continente africano.
Garvey apresentou seus sonhos em resposta à marginalização e discriminação dos afro-americanos nos Estados Unidos e no Caribe na época, com a esperança de inspirar os negros americanos a estabelecer proativamente infraestrutura, instituições e economias locais, em vez de esperar isso do governo americano pós-reconstrução fortemente preconceituoso. O movimento teve um grande impacto ao estimular e moldar a política negra no Caribe e em partes da África.
Garvey foi combatido pelo establishment afro-americano nos Estados Unidos. Uma investigação do Departamento de Justiça, dirigida por J. Edgar Hoover, levou à prisão de Garvey sob a acusação de fraude postal em janeiro de 1922, e seus projetos entraram em colapso. Em 18 de novembro de 1927, o presidente Calvin Coolidge comutou a sentença de Garvey.

## Visão

### Pan-africanismo garveísta
Garvey era um pan-africanista e um nacionalista africano. Na Jamaica, ele e seus apoiadores foram fortemente influenciados pelos ensinamentos pan-africanistas de Dr. Love e Alexander Bedward. Após a Primeira Guerra Mundial, Garvey apelou para a formação de "uma África Unida para os africanos do mundo".:176 A UNIA promoveu a visão de que a África era a pátria natural da diáspora africana. Enquanto estava preso, ele escreveu um editorial para o Negro World intitulado "Fundamentalismo Africano", no qual ele apelou para "a fundação de um império racial cujos únicos objetivos naturais, espirituais e políticos serão Deus e a África, em casa e no exterior.":401
Garvey apoiou o movimento Back-to-Africa, que foi influenciado por Edward Wilmot Blyden, que migrou para a Libéria em 1850. No entanto, Garvey não acreditava que todos os afro-americanos deveriam migrar para a África. Em vez disso, ele acreditava que um grupo de elite, ou seja, aqueles afro-americanos que eram do sangue africano mais puro, deveriam fazê-lo. O resto da população afro-americana, ele acreditava, deveria permanecer nos Estados Unidos, onde seria extinta em cinquenta anos.

### Raça e separatismo racial
"Raça primeiro" era o ditado amplamente usado no garveísmo. Na visão de Garvey, "nenhuma raça no mundo é tão justa a ponto de dar aos outros, por pedirem, um acordo justo em coisas econômicas, políticas e sociais", mas cada grupo racial favorecerá seus próprios interesses. Rejeitando a noção de crisol de raças de grande parte do nacionalismo americano do século XX, ele pensava que os europeus americanos nunca concederiam igualdade de bom grado aos afro-americanos e, portanto, era ineficiente para estes últimos pedirem por isso. Ele era hostil aos esforços do movimento progressista para agitar por direitos sociais e políticos para os afro-americanos, argumentando que isso era ineficaz e que as leis nunca mudariam o preconceito racial subjacente dos europeus americanos.
A crença de Garvey no separatismo racial, sua defesa da migração de afro-americanos para a África e sua oposição à miscigenação o tornaram querido pela Ku Klux Klan, que apoiava muitas das mesmas políticas. Garvey estava disposto a colaborar com a KKK para atingir seus objetivos, e ela estava disposta a trabalhar com ele porque sua abordagem efetivamente reconhecia sua crença de que os EUA deveriam ser apenas um país para pessoas brancas e campanhas por direitos avançados para afro-americanos que vivem nos EUA deveriam ser abandonadas. Garvey pediu colaboração entre separatistas negros e brancos, afirmando que eles compartilhavam objetivos comuns: "a purificação das raças, sua separação autônoma e a liberdade desenfreada de autodesenvolvimento e autoexpressão. Aqueles que são contra isso são inimigos de ambas as raças e rebeldes contra a moralidade, a natureza e Deus.":234 Em sua opinião, a KKK e outros grupos brancos de extrema direita eram "melhores amigos" dos negros "do que todos os outros grupos de brancos hipócritas juntos" porque eram honestos sobre seus desejos e intenções.

### Cristianismo negro
O garveísmo é um movimento secular de forte influência religiosa. Garvey imaginou uma forma de cristianismo que seria projetada especificamente para os negros africanos, uma espécie de religião negra. Refletindo sua própria visão da religião, ele queria que esse cristianismo centrado nos negros fosse o mais próximo possível do catolicismo.